# 데즈카야마 4초메 정류장
데즈카야마 4초메 정류장(일본어: 帝塚山四丁目停留場, てづかやまよんちょうめていりゅうじょう)은 일본 오사카부 오사카시 스미요시구에 있는 한카이 전기 궤도 우에마치 선의 정류장이다. 역 번호는 HN08이다.
NHK의 연속 TV 소설인 "테판"의 오사카 시내에서의 1형태로 자주 등장한다.

## 역사
- 1940년 3월: 연선의 택지화에 따라 영업 개시.

## 역 구조
상대식 승강장 2면 2선의 구조이다. 병용 궤도에서 전용 궤도에 들어간 곳에 위치하고 상하선 모두 플랫폼의 목조에 역사가 있다.

### 승강장
| 상행 | ■ 우에마치 선 | 덴노지 역앞 방면                                        | 덴노지 역앞 행                 |
| 하행 | ■ 우에마치 선 | 스미요시・아비코미치・하마데라 역앞 방면 한카이 선 직통 | 아비코미치 행 하마데라 역앞 행 |

## 역 주변
- 반다이 연못
- 스미요시 가미노키 우체국
- 오사카 시립 스미요시 초등학교
- 오사카 부립 급성기・종합 의료 센터
- 라이프 스미요시점

## 사진

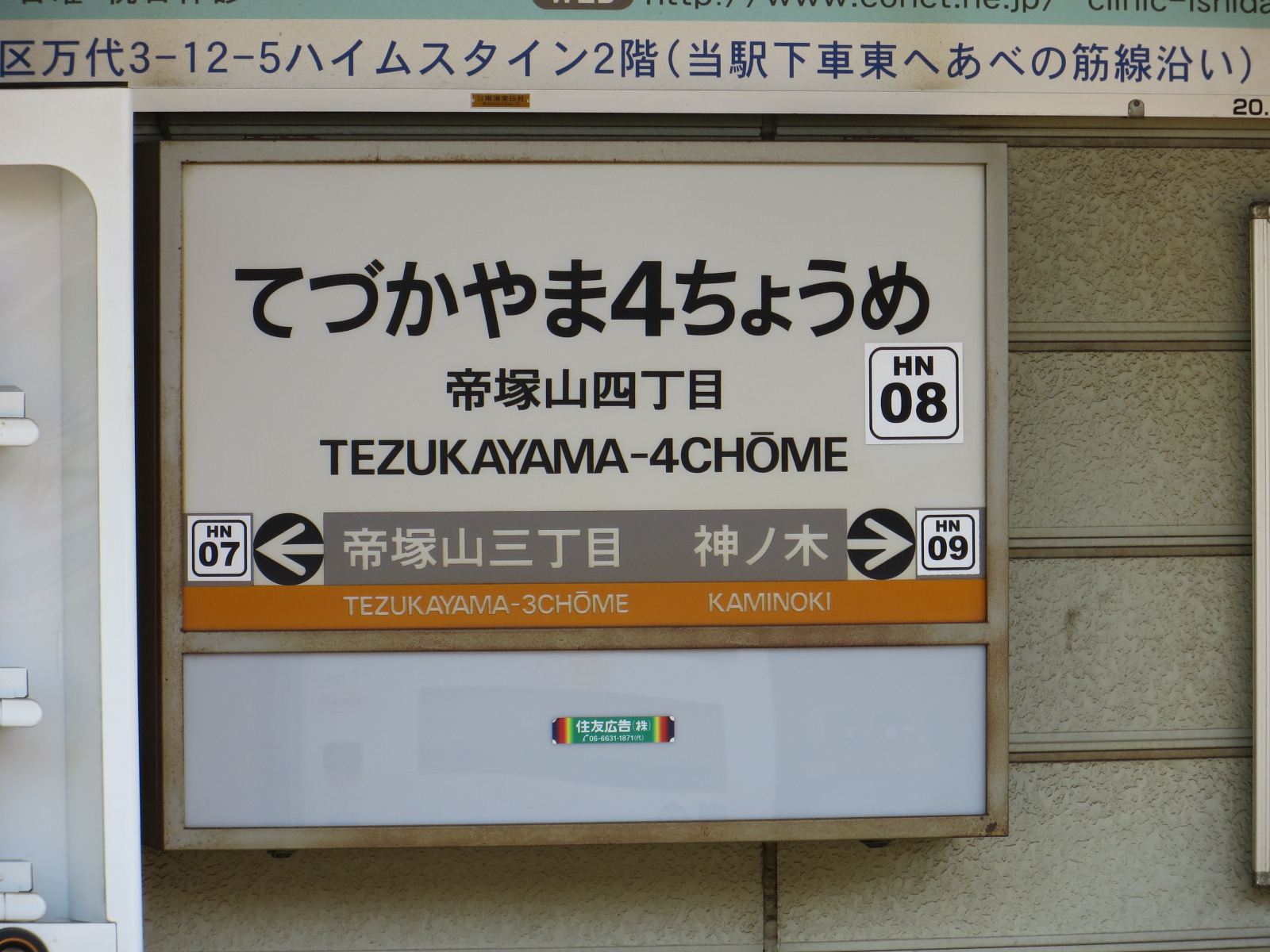
역명판

## 인접역
| 한카이 전기 궤도 ■ 우에마치 선         | 한카이 전기 궤도 ■ 우에마치 선 | 한카이 전기 궤도 ■ 우에마치 선 |
| -------------------------------------- | ------------------------------ | ------------------------------ |
| HN07 데즈카야마 3초메 덴노지 역앞 방면 |                                | 가미노키 HN09 스미요시 방면    |